# Легитимация власти (Битэм)
Легитимация власти (англ. The Legitimation of Power) — книга британского политического теоретика Дэвида Битэма, посвященная исследованию концепции политической легитимности. Выпущена в 1991 году издательством Palgrave Macmillan. Битэм критикует классическое веберианское определение легитимности и предлагает собственное многомерное понимание, в котором легитимность находится на континууме и связывается прежде всего не с «верой в легитимность», а в способность правителей поддерживать её.

## Содержание
Битэм спорит с концептуализацией легитимности, предложенной Максом Вебером, — классическим подходом в социальных науках. Битэм критикует Вебера за то, что тот ограничивает понятие легитимности верой в легитимность (нем. Legitimitätsglaube), утверждая, что легитимной является та власть, которая воспринимается в качестве таковой. Легитимность по Веберу не является таким образом в полной мере характеристикой самого режима.
Например, эмпирически при оценке случившихся незадолго до публикации книги революций в Восточной Европе подход Вебера, по Битэму, приводит к тому, что объяснение этих событий можно свести к неспособности павших режимов «продвигать» себя. На теоретическом уровне это связано с тем, что «вера в легитимность» власть представляет собой лишь одно измерение этого концепта. Более того, Битэм утверждает, что выведенные Вебером идеальные типы легитимности не являются, строго говоря, отдельными «типами», а скорее отражают отдельные компоненты общего концепта.
Битэм выделяет три измерения легитимности, которые в общем виде применимы к анализу легитимности в любом историческом и культурном контексте: соответствие установленным правилам (легальность), оправданность этих правил в рамках убеждений граждан и их выраженное согласие с установлением этой системы власти.
| Критерий легитимности                        | Форма нелегитимной власти                                                                                    |
| -------------------------------------------- | --- |
| Соответствие правилам (легальная валидность) | Нелегитимность (нарушение или противоречие правилам)                                                         |
| Оправдание правил в рамках общих убеждений   | Недостаток легитимности (расхождение между правилами и разделяемыми убеждениями, либо отстутствие последних) |
| Выраженное согласие граждан                  | Делегитимация (отзыв согласия)                                                                               |

## Значение работы
«Легитимация власти» стала классическим текстом по теории легитимности.